# Ödreichersried

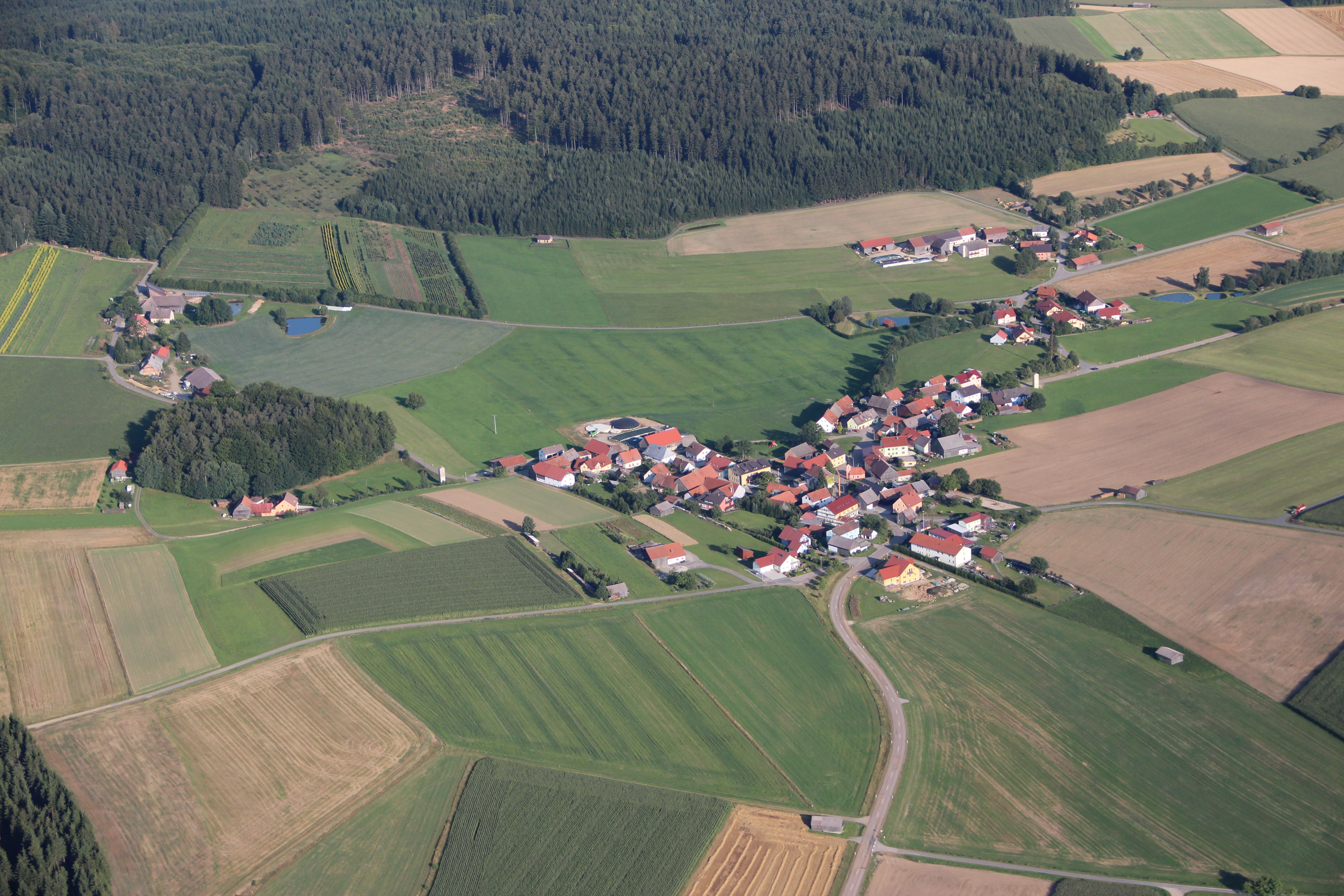
Ödreichersried (links) und Wildstein (2012)

Ödreichersried ist ein Gemeindeteil der Gemeinde Teunz im Landkreis Schwandorf (Oberpfalz, Bayern).

## Geographische Lage
Ödreichersried liegt ungefähr 8 Kilometer nordöstlich von Teunz am Südrand des Tännesberger Waldes, der sich nördlich von Ödreichersried mit dem Hohen Rainstein bis zu einer Höhe von 750 Metern erhebt.
Am Südrand von Ödreichertsried entspringt in mehreren Quellbächen der Höcherlbach, der etwa 4 km weiter südlich bei der Tannenschleife in den Tannenbach mündet.

## Geschichte
1783 war das "Dörfl Oedreicheltsried" dem kurfürstlichen Pfleggericht Tännesberg zugeordnet, welches vom Rentamt Amberg verwaltet wurde.
Bis 1809 wurde die "Einöde Oedreichersrieth" vom Landgericht Treßwitz verwaltet, welches am 10. März 1809 seinen Sitz nach Vohenstrauß verlegte.
1860 war der "Weiler Oedreichertsried" Teil der Pfarrei Pullenried im Dekanat Nabburg und bestand aus drei Häusern mit 20 Einwohnern.
Am 1. Januar 1875 zählte der "Weiler Oedreichersried" 22 Einwohner, 10 Gebäude und 21 Stück Rindvieh, und gehörte zur Landgemeinde Wildstein, welche ihrerseits Teil des Landgericht Oberviechtach war.
Zum Stichtag 23. März 1913 (Osterfest) war Ödreichersried Teil der Pfarrei Pullenried und hatte drei Häuser und 15 Einwohner.
Wildstein bildete 1969 zusammen mit Burkhardsberg, Gutenfürst, Haidhof, Hermannsried, Höcherlmühle, Kühried, Kühriedermühle, Ödreichersried und Zieglhäuser die Gemeinde Wildstein mit insgesamt 475 Einwohnern und 1276 ha Fläche.
Am 31. Dezember 1990 hatte Ödreichersried 7 Einwohner und gehörte zur Pfarrei Pullenried.